# José Eliton
José Eliton de Figuerêdo Júnior (Rio Verde, 27 de agosto de 1972) é um advogado e político brasileiro atualmente sem partido, sendo ex-vice-governador e ex-governador do estado de Goiás.

## Carreira
Filho de José Eliton de Figuerêdo (Dr. Eltin) e Mirtes Guimarães Figuerêdo, formou-se em Direito pela Universidade Católica de Goiás em 1996, com especialização em Direito Eleitoral.
Fez parte da Comissão de Juristas do Senado Federal na elaboração do anteprojeto de reformulação do Código Eleitoral Brasileiro e escreveu o livro Legislação Eleitoral - Eleições 2008.
Também foi tesoureiro do Instituto Goiano de Direito Eleitoral (IGDEL) e membro da Comissão de Direito Político e Eleitoral da OAB de Goiás, além de presidente da CELG.
Foi membro do DEM de Goiás e já assumiu o Governo do Estado em algumas oportunidades, quando o titular ausentou-se do país. Foi filiado ao PP e entre setembro de 2015 a março de 2022 foi filiado ao PSDB.
Em fevereiro de 2016, tornou-se o secretário de Segurança Pública de Goiás. Se tornou governador de Goiás em 2018.
Nas eleições de 2018 foi candidato ao governo de Goiás, ficando em 3° lugar com 13,73%, sendo derrotado ainda em primeiro turno pelo então senador Ronaldo Caiado. Em relação às eleições presidenciais, declarou voto em 2° turno no candidato Fernando Haddad, criticando a posição do PSDB em adotar neutralidade na disputa. Em março de 2022 anuncia sua saída do PSDB e ingresso no PSB a fim de participar, em suas palavras, de uma frente ampla e progressista em Goiás para derrotar o Caiadismo e o Bolsonarismo em Goiás, o ex-governador não anunciou, no entanto, qual cargo deve disputar nas eleições de 2022.
Saiu do PSB em 2023 e se tornou réu por corrupção na contratação de uma OS, em abril de 2024.

## Atentado
Em 28 de setembro de 2016, sofreu um atentado e foi baleado no abdômen durante uma carreata em Itumbiara, região sul de Goiás. No mesmo atentado morreram o candidato à prefeitura de Itumbiara José Gomes da Rocha (PTB), de 58 anos, conhecido como Zé Gomes, e o cabo da PM Vanilson João Pereira, de 36 anos. O atirador que também foi morto pelos seguranças, foi identificado como Gilberto Ferreira do Amaral, de 53 anos, e era funcionário da prefeitura.